# Eufrate
L'Eufràte (in arabo الفرات‎?, al-Furāt, in turco Fırat, in greco Εὐφράτης?, Euphrátēs, accadico 𒌓𒄒𒉣: Purattu, sumerico 𒌓𒄒𒉣: Buranun, in ebraico פרת‎?, Frat, in siriaco ܦܪܬ, Pǝrāt) è, con 2 760 km di corso, il fiume più lungo dell'Asia occidentale, ed assieme al Tigri delimita la regione detta Mesopotamia, una delle culle della civiltà; nell'antichità vi vissero popoli quali i Sumeri, i Babilonesi e gli Assiri.

## Etimologia
Il nome del fiume, secondo un'ipotesi, deriverebbe dal persiano antico Ufratu, che proviene a sua volta dalla parola in lingua avestica hu-perethuua, che significa "facile da attraversare". In alternativa a questa ipotesi c'è quella secondo la quale il nome del fiume abbia origini dalla lingua curda, ed è una combinazione delle tre parole fere (che significa "ampio"), re (che significa "acqua") e hat (ovvero "scorrere"), da cui fererehat ovvero "grande acqua che scorre". Il nome curdo moderno del fiume, ovvero ferat sarebbe quindi solo un'abbreviazione del suo nome originale. 
L'etimologia indo-aria del fiume è tuttavia messa in dubbio dai nomi accadici e sumeri del fiume che sono rispettivamente Pu-rat-tu e Buranun, che hanno paralleli nell'eblaita Pulat (Purat in ebraico, da cui ha-perat). Il nome sumero è attestato in un'iscrizione del sovrano di Lagash Gudea. L'ipotesi del nome mesopotamico resta quindi la più probabile, prendendo origine dal nome pre-iranico del fiume.

## Il corso del fiume

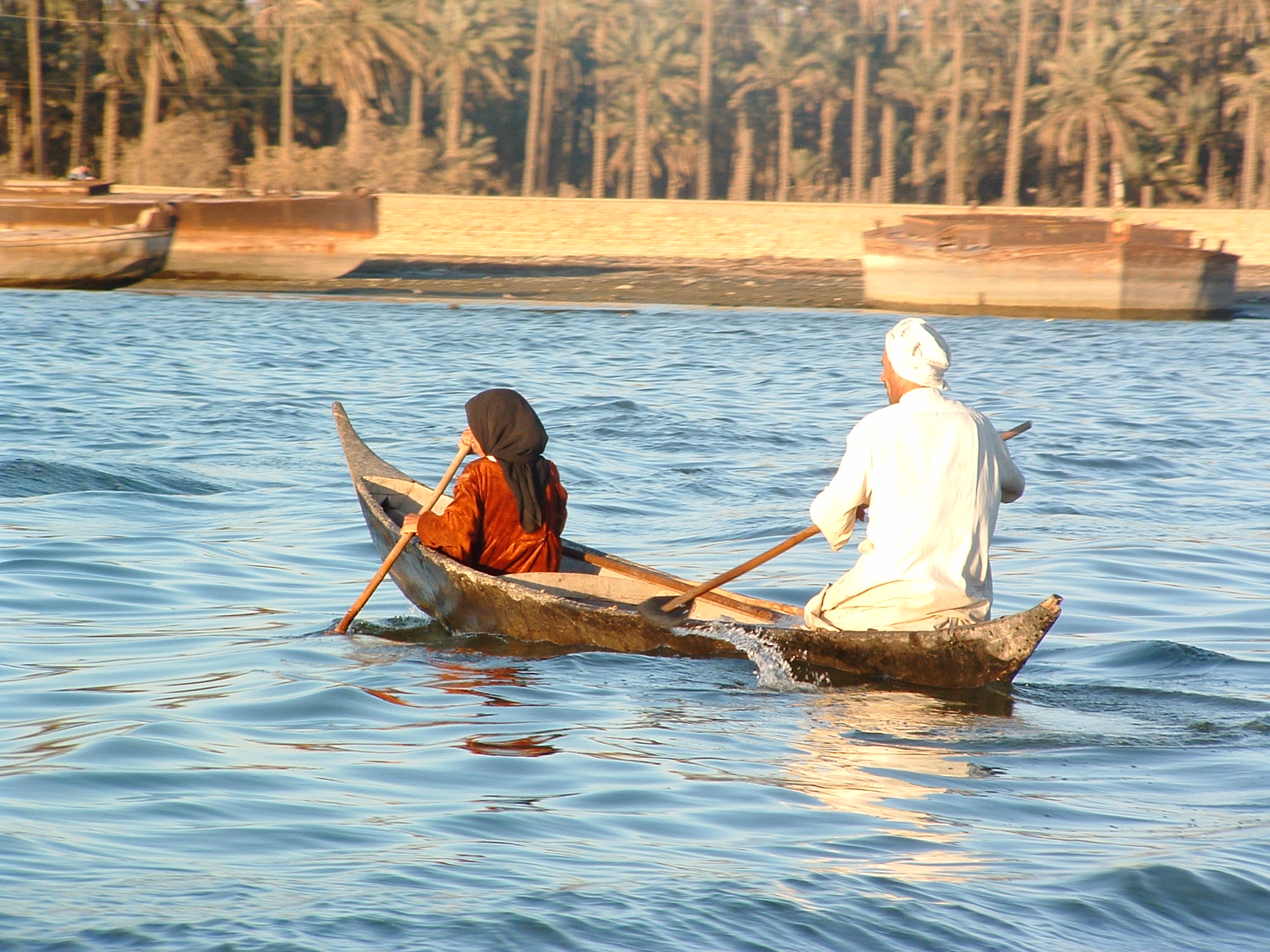
Un'imbarcazione attraversa l'Eufrate

L'Eufrate nasce in Turchia dalla confluenza di due fiumi, il Kara (detto Eufrate occidentale) e il Murat (detto Eufrate orientale). Il Kara proviene dagli altopiani armeni in territorio turco a nord di Erzurum, mentre il Murat proviene dall'area sud-occidentale del monte Ararat, a nord del lago di Van. Il bacino dell'Eufrate è sfruttato per la sua grande portata in Turchia, con la centrale idroelettrica di Büyükçay e poi in Siria dove forma il lago artificiale Assad.
Il corso superiore del fiume Eufrate scorre fra profondi canyon e gole rocciose. Attraversa poi la Siria a sud-est, per raggiungere infine l'Iraq. Lungo il confine con la Siria confluiscono nell'Eufrate i due maggiori affluenti, il Khabur e il Balikh. Un affluente minore, l'unico di destra, è il Sajur.
Entrato in Iraq, l'Eufrate vi forma la pianura mesopotamica, per poi gettarsi infine nel golfo Persico dopo essersi unito con il Tigri.
L'Eufrate riveste un ruolo di primaria importanza per le regioni di pianura che attraversa: nei periodi di piena inonda i territori circostanti le sue rive, fertilizzandoli e fornendo acqua per l'irrigazione. L'acqua deve però essere canalizzata: così si fece fin dai tempi protostorici. Le piene in Bassa Mesopotamia culminano infatti in primavera e rischiano di danneggiare piante già cresciute, mentre nel periodo di semina dei cereali, in autunno, il fiume è in fase di magra.
Su di esso sorgono diverse dighe tra le quali quella di Al-Baath, quella di Ramādī, quella di Tichrienne, quella di Tabqa e quella di Hindiya.

## Storia

### L'Eufrate nella Bibbia
Nella Bibbia, viene chiamato 'il fiume' (ha-nahar) (ad esempio nel libro della Genesi al capitolo 31 versetto 21; Giosuè 24:2,3; Ezra 8:36; Isaia 7:20; Isaia 27:12; Michea 7:12) oppure 'il fiume il grande' (ha-nahar haggadol Genesi 15:18), su cui affacciavano le grandi città dell'epoca (Babilonia e le altre). Inoltre si diceva che avesse origine dall'Eden: segnalava la parte orientale della terra.